# Йордан Мешков
Йордан Георгиев Мешков или Мяшков (изписване до 1945 година: Йорданъ Мѣшковъ), наричан Драгиев, е български революционер, одрински войвода на ВМОРО.

## Биография
Роден е в 1883 година в Малко Търново, тогава в Османската империя. В 1901 година завършва българската гимназия в Одрин. Влиза във ВМОРО и в 1902 година е секретар на четата на Георги Кондолов. Делегат е на конгреса на Петрова нива. През Илинденско-Преображенското въстание е секретар в четата на Дико Джелебов. Замества войводата Киро Узунов след раняването му. в нападението на Василико. Делегат е на Варненския конгрес на революционния окръг в 1904 година, на който е избран за секретар. Същата година заминава за Одеса, Русия, където учи стоматология.
При избухването на Балканската война в 1912 година е доброволец в Македоно-одринското опълчение и служи в щаба на 5 одринска дружина.
Умира след 1950 година.